# Клапа
Клапа, или клапско пјевање, облик је традиционалног пјевања у Далмацији. Ријеч клапа значи „дружина, скупина” и коријене има у приморском црквеном пјевању. Мотиви уопштено славе љубав, вино (грожђе), земљу (отаџбину) и море. Главни елементи музике су хармонија и мелодија, док је ритам ријетко важан. Од 2012. године клапско певање се налази на Унесковој листи нематеријалне културне баштине света.

## Опис
Клапа се састоји од првог тенора, другог тенора, баритона и баса. Могуће је удвостручити све гласове осим првог тенора. Обично се састоји од десетак мушких пјевача. У скорије вријеме, женске клапе су прилично популарне, али уопштено, мушке и женске клапе се не мијешају.
Иако је клапа а капела музика, повремено је могућу додати и њежну гитару и мандолину (инструмент по изгледу и звуку сличан тамбурици). Клапе може пратити и синтисајзер, која обично симулира удараљке.

## Данашњица
Клапска традиција је прилично жива, са новим пјесмама и фестивалима. Фестивал далматинских клапа Омиш је најпознатији музички фестивал клапског пјевања и има другу традицију. Једна од најуспјешнијих клапа у данашње вријеме је Клапа Шуфит, која је освајала омишки фестивал три године за редом, од 2006. до 2008. Многи млади људи из Далмације чувају клапско пјевање. Није необично чути аматерску клапу како пјева на улици.
Хрватска је 2013. године изабрала клапу за представника на Пјесми Евровизије. Представник је била Клапа с мора, а изводили су пјесму „Мижерја”. Клапа с мора је била посебно састављена клапа од 6 извођача које је одабрао маестро Мојмир Чачија, из пет постојећих клапа (двојица из клапе Кампанел, по један из клапе Сињ, Цриквеница, Шибеник и Грделин).